# فتح کازان
فتح کازان (به روسی: Взятие Казани) به محاصره و سقوط شهر کازان در سال ۱۵۵۲ میلادی اشاره دارد. این محاصره در جریان پنجمین لشکرکشی روس‌ها به خانات کازان و توسط ایوان مخوف تزار روسیه، با هدف تثبیت مرزهای شرقی و گسترش قلمرو روسیه تزاری انجام درگرفت و منجر به سقوط آن خانات و الحاق سرزمین‌هایش به خاک روسیه شد. تا پیش از آن، چهار محاصرهٔ دیگر از سوی روس‌ها در سال‌های ۱۴۸۷، ۱۵۲۴، ۱۵۳۰ و ۱۵۵۰ میلادی انجام شده بود که هیچ‌کدام در فتح خانات کازان موفق نبودند. اما محاصرهٔ آخر موفقیت‌آمیز بود و با فتح خانات، راه را برای روسیه در امتداد منطقه ولگا باز کرد و پیش‌زمینه‌ای برای فتح خانات آستراخان در آینده شد.